# TD Tower (Edmonton)
TD Tower ist ein Bürogebäude in Edmonton, Alberta, Kanada. Das Gebäude verfügt über eine Höhe von 117 Metern und 29 Etagen. Das Gebäude wurde 1976 fertiggestellt und 1998 grundlegend saniert.
Das Gebäude ist mit dem Edmonton City Centre Retail Complex verbunden. Die größten Mieter des Gebäudes sind TD Bank, PricewaterhouseCoopers, Chomicki Baril Mah LLP und McCuaig Desrochers.